# Єґлавкі (Вармінсько-Мазурське воєводство)
Єґлавкі (пол. Jegławki, нім. Jäglack) — село в Польщі, у гміні Сроково Кентшинського повіту Вармінсько-Мазурського воєводства.
Населення — 275 осіб (2011).
У 1975-1998 роках село належало до Ольштинського воєводства.

## Демографія
Демографічна структура станом на 31 березня 2011 року:
|          | Загалом | Допрацездатний вік | Працездатний вік | Постпрацездатний вік |
| -------- | ------- | ------------------ | ---------------- | -------------------- |
| Чоловіки | 136     | 24                 | 96               | 16                   |
| Жінки    | 139     | 34                 | 81               | 24                   |
| Разом    | 275     | 58                 | 177              | 40                   |